# Jingxihotel
Het Jingxihotel is een hotel in het district Haidian van de Chinese hoofdstad Peking, in de buurt van het Militair Museum en het Chinees ministerie van Defensie en gerund door het Agentschap voor Kantoren en Administratie van de Centrale Militaire Commissie, onderdeel van het Volksbevrijdingsleger. Het zwaar bewaakt hotel is niet open voor publiek.
Het Jingxihotel is gevestigd in een van de tien gebouwen die in 1959 in Peking zijn gebouwd ter viering van het tienjarig bestaan van de Volksrepubliek China in een Stalinistische architectuur, populair tijdens de regeerperiode van Stalin, een reeks van tien bouwwerken waartoe ook het Militair Museum behoort. Het hotel werd officieel ingehuldigd op 14 september 1964
Het hotel werd al snel een plek voor topvergaderingen, waaronder de plenaire zittingen van de ongeveer jaarlijkse bijeenkomsten van het Centraal Comité van de Communistische Partij van China. Het hotel is getuige geweest van historische gebeurtenissen, zoals het schijnproces van generaal Chen Zaidao tijdens de Culturele Revolutie, het besluit de Bende van Vier uit de partij te zetten en te vervolgen, maar ook een partijvergadering gehouden in juni 1989, minder dan drie weken na de tussenkomst van het Volksbevrijdingsleger tegen het Tiananmenprotest, waar het Centraal Comité tot de beslissing kwam dat de partij "een beslissende overwinning had bereikt in het stoppen van de onrust en het onderdrukken van de contra-revolutionaire opstand."
Andere belangrijke bijeenkomsten die hier hebben plaatsgevonden zijn de derde plenaire zitting van het 11de Centrale Comité van de Communistische Partij van China in december 1978, toen China begon aan economische hervormingen, en de 3e en 4e plenaire zittingen van het 18de Centraal Comité, in respectievelijk 2013 en 2014 onder auspiciën van Xi Jinping, secretaris-generaal van de Communistische Partij van China waar nieuwe economische hervormingen en maatregelen tegen de sociale onrust werden genomen.
Het dichtstbijzijnde metrostation is Military Museum Station, bediend door lijn 1 en lijn 9 van de Beijing Subway.